# Gotra hapaliae
Gotra hapaliae är en stekelart som först beskrevs av Rao 1953.  Gotra hapaliae ingår i släktet Gotra och familjen brokparasitsteklar. Inga underarter finns listade i Catalogue of Life.